# Maestro (Spiel)
Maestro ist ein 1989 im Hans im Glück Verlag erschienenes taktisches Legespiel von Rudi Hoffmann von dem auch die Grafik stammt.

## Inhalt
Bei Maestro geht es darum, als Führer einer Konzertagentur möglichst viele eigene Musiker bei Konzerten auftreten zu lassen und dafür Punkte zu sammeln. Bleiben Musiker ohne Auftritt, kassiert man Minuspunkte. In der Spieleschachtel befinden sich neben dem Spielplan und der Spielanleitung:
- vier Agenturen in Kartonform
- ein Beutel Punktechips in den Werten
  - 11× 01 Punkt
  - 11× 05 Punkte
  - 20× 10 Punkte
  - 05× 20 Punkte.
- 71 stabile Pappplättchen, davon 
  - 14 Applaus-Plättchen
  - 56 Musikerplättchen, davon 10 Maestrodarstellungen
  - 1 Kritiker mit Standhalterung

Die auf dem Spielplan aufgedruckten Musikstücke sind alle in authentischer Besetzung. Es handelt sich um Kompositionen von Bach (1747) über Igor Tscherepnin (1901) bis Laura Branigan (1984).

## Regeln
Jeder Mitspieler besitzt eine Konzertagentur mit einer maximalen Aufnahmekapazität von 10 Plätzen. Er nimmt darin Musiker aller Art mit normalen Verträgen (5 × obere Reihe) und Exklusivverträgen (5 × untere Reihe) auf. Zu Beginn erhält jeder Mitspieler eine Maestrofigur (Dirigent) und legt ihn in seine Agentur auf Platz 10. Alle anderen Musiker, sowie die Applauskärtchen werden in einen undurchsichtigen Beutel gegeben, aus dem dann ständig 1 bis 3 Plättchen nachgezogen werden.
Auf dem Spielplan sind 10 Musikstücke vom Duo bis zum Septett abgebildet, die es zu besetzen gilt. Jede Besetzung muss mit einem Maestro an beliebiger Stelle beginnen. Bei der Besetzung darf sich der an der Reihe befindliche Spieler auch aus den oberen Reihen der mitspielenden Agenturen bedienen. Für jeden Musiker der in einem Konzert mitspielt erhält man Punkte. kann man ein Stück komplett besetzen, wird die doppelte Anzahl vergeben. Vollendet man ein Musikstück, erhält man den Kritiker, der 10 Punkte einbringt.

### Spielende
Zieht man ein Applauskärtchen wird dies auf die untere Reihe des Spielplans platziert. Wird das letzte der 14 Plättchen gelegt, endet das Spiel. Wer bis dahin die meisten Punkte sammeln konnte, abzüglich der in der Agentur nicht aufgetretenen Musiker, hat gewonnen. Meist einigt man sich auf eine Gewinnpunktzahl (z. B. 200 oder 300), so dass mehrere Spiele für den Gesamtsieg nötig sind.

## Auszeichnungen
Maestro erhielt in seinem Erscheinungsjahr 1989 zwei Auszeichnungen:
- Es erschien auf der Auswahlliste zum Spiel des Jahres.
- Es erzielte den 1. Platz bei der Verleihung des Goldenen Pöppels.

Die schwedische Ausgabe von Casper wurde 1991 als Årets spel, dem schwedischen Spiel des Jahres ausgezeichnet.

## Neuauflage
Im Rahmen des Mozartjahres und in Anlehnung an die Fernsehserie Little Amadeus brachte Amigo 2007 das Spiel in veränderter Aufmachung mit Zusatz-CD heraus. Jetzt waren die zu besetzenden Musikstücke allesamt Mozartkompositionen.